# Anadolu Efes
Anadolu Efes (пуним именом Anadolu Efes Biracılık ve Malt Sanayii A.Ş.) производи и продаје пиво и слад и безалкохолна пића у Турској, Сједињеним Државама, Русији, Заједници независних држава, Европи, Централној Азији и Блиском истоку. Anadolu Efes је члан Anadolu групе. Anadolu групу су 1950. основале породице Озилхан и Јазици. Anadolu група се трансформисала у холдинг 1969.
Почевши са радом у Турској 1969., Anadolu Efes је тржишни лидер од 1980-их. Од 1990-их па надаље, компанија је проширила своје пословање у иностранству. Anadolu Efes је ушао у стратешко партнерство са SABMiller-ом. Уговором потписаним 2012. Anadolu Efes је преузео пословање SABMiller у Русији и Украјини и постао други по величини произвођач пива у Русији.
Anadolu Efes тренутно наставља са радом као глобална компанија, која извози три четвртине своје производње. По обиму продаје, то је 6. највећа пивара у Европи, а 11. у свету. Извозећи производе у преко 70 земаља, Anadolu Efes је један од кључних играча у региону са укупно 15 пивара, шест погона за производњу слада и једним погоном за прераду хмеља широм Турске, Казахстана, Русије, Молдавије, Грузије и Украјине.

## Линија производа
Поред свог водећег Pilsener-а, Ефес производи и неколико других пива, укључујући Efes Draft, Efes Dark, Efes Light, Efes Extra и Efes Dark Brown.
Остали брендови под Efes Beverage Group су Gusta (5,0% АБВ), бренд пшеничног пива компаније; Mariachi, под којим се производе пива са укусом лимете или агаве Mariachi (4,2% АБВ) и Mariachi Black (6,0% АБВ); Marmara, под којим се производе јака пива Marmara Kırmızı (6,1% АБВ) и Marmara Gold (4,1% АБВ); и Ritmix, асортиман безалкохолних пића од слада са воћним укусом.
Различити међународни брендови су се припремали, пласирали и дистрибуирали у Турској преко Efes Beer Group последњих година, укључујући Miller Genuine Draft од 2000., Beck's од маја 2002. и Foster's Lager од марта 2005.
Поред асортимана Efes производа, компанија нуди широк избор локалних брендова. То су Stary Melnik, Bely Medved, Gold Mine Beer, Sokol, Krasny Vostok, Vostochnaya Bavaria, Zhigulevskoe, Polniy Nokaut, Green Beer, Dolce Iris, Sib-Beer, Yantarnoe, Solodov, Ershistoe, Barkhatnoe, Bogemskoe svetloe, Ak Bars у Русији; Karagandinskaya у Казахстану; Chisinau, Vitanta Premium Classic у Молдавији; Weifert, Weifert Бело, Пилс плус, Зајечарско пиво и Стандард у Србији и Црној Гори.
Efes Beverage група даље производи немачки Warsteiner, холандски Bavaria Premium и Amsterdam Navigator, чешки Zlatopramen и мексички Sol под лиценцом у Русији.

## Досег тржишта
Осим на домаћем тржишту у Турској, где има 84% тржишног удела, Efes извози на преко 50 тржишта у Африци, Азији, Европи, Северној Америци и Океанији. У Великој Британији га продаје ланац пабова Wetherspoons.
Efes је такође највећи локални акционар кока-кола франшизе у Турској и производи низ безалкохолних пића.
Бренд Efes, водећа компанија Efes Beer Group (ЕБГ), ревидирао је свој лого, етикету и дизајн флаше у априлу 2009.

## Контроверзе
22. априла 2022. AB InBev, мултинационална компанија за производњу пива, објавила је своју одлуку да прода свој удео у свом руском заједничком предузећу као део свог одговора на руску инвазију на Украјину. Компанија је навела да је у разговорима да пренесе свој удео у заједничком предузећу на свог партнера, турску Anadolu Efes. Овај потез био је у складу са широм посвећеношћу AB InBev-а да заустави пословање у Русији и пружи подршку Украјини током сукоба.
Carlsberg група је 15. марта 2023. демантовала медијски извештај у којем се тврди да је продала своје руске пиваре турској компанији Anadolu Efes. Данска пиварска компанија је појаснила да, док је наставила са продајом својих руских операција након одлуке да напусти тржиште због руске инвазије на Украјину, у то време није закључен никакав посао са Anadolu Efes-ом или било којим другим купцем.
Турска компанија Anadolu Efes увела је нове производе у Русију, укључујући енергетско пиће и пиво без алкохола, како је наведено у извештају о заради за први квартал 2023. Anheuser-Busch InBev је раније пристао да прода свој удео у руском заједничком предузећу свом партнеру, Anadolu Efes-у, који би постао једини власник пословања, према регулаторном поднеску. Међутим, у августу 2024., руска влада је одбила да одобри споразум, који би Anadolu Efes-у дао пуну контролу над заједничким предузећем које послује у Русији и Украјини. Споразум је предвиђао да Anadolu Efes, који већ управља пословном јединицом у Русији, неће плаћати никаква плаћања за неконтролни удео свог партнера у заједничком предузећу AB InBev Efes, основаном шест година раније. До краја октобра, компаније су објавиле планове за раздвајање заједничког предузећа, при чему ће Anadolu Efes задржати руске операције, а AB InBev преузети контролу над украјинским пословањем.